# Hudební festival Znojmo
Hudební festival Znojmo je festival, který se od roku 2005 koná každý rok v červenci ve Znojmě. Zakladateli festivalu se stali Jiří Ludvík a dirigent Roman Válek. Patronem je houslista Pavel Šporcl.
Každý rok se festival konal pod jiným tématem, od roku 2005 do 2017 se nesl ve znamení významných skladatelů, od roku 2018 se témata nesla v básnických vzorech. Osou festivalu je nastudování a uvedení operního nebo baletního díla v několika reprízách. Každý ročník se vyznačuje sevřenou dramaturgií. V jednotném duchu se nesou všechny koncerty i ostatní doprovodné akce. Festival je typický objevováním netradičních míst konání koncertů, přičemž se zaměřuje na historické prostory. Koncerty se z velké části konají pod širým nebem a snaží se ukazovat místa, kde se koncerty běžně nepořádají. Mezi taková atypická místa patřil zchátralý zámek v Uherčicích, Národní park Podyjí, kostel, nádvoří historických domů či radniční věž.
Hudební festival Znojmo se také snaží provázat přitažlivou hudbu s nezaměnitelným vínem znojemského regionu. Všechny koncerty jsou doprovázeny ochutnávkou vín regionálních vinařů. Akce spojuje téměř dvě desítky vinařství, která na koncertech provádějí degustace a besedy o víně. V rámci festivalu vzniká také unikátní limitovaná edice festivalových vín. Jedinečnou kolekci nejlepších vín vybírá speciálně po festival utvořená komise sommelierů, vinařů a osobností. 

## Témata ročníků
- 2005: Georg Friedrich Händel & Johan Sebastian Bach
- 2006: Wolfgang Amadeus Mozart
- 2007: Ludwig van Beethoven
- 2008: Antonio Vivaldi
- 2009: Joseph Haydn
- 2010: Henry Purcell & Georg Friedrich Händel
- 2011: Josef Mysliveček
- 2012: Jean Baptiste Lully
- 2013: Claudio Zuan Antonio Monteverdi
- 2014: J. P. Rameau a Rok české hudby
- 2015: Jiří Antonín Benda a Georg Philipp Telemann
- 2016: Wolfgang Amadeus Mozart
- 2017: Martin Luther – 500 let reformace – stýkání a potýkání protestantské a katolické hudby
- 2018: Svár duše s tělem
- 2019: Hudba králů
- 2020: Hudba v divadle – divadlo v hudbě
- 2021: Pocta živlům a katastrofám
- 2022: Návraty domů a naši andělé strážní
- 2023: Oslava hudbou
- 2024: Hudba a vítězství